# Copa de baloncesto de Lituania
La Lietuvos krepšinio federacijos taurė, más conocida como LKF taurė o LKF Cup (en español: Copa de la Federación de Baloncesto de Lituania) fue la competición de Copa de baloncesto de Lituania. En ella competían en diferentes fases equipos de todas las competiciones nacionales, llegándose finalmente a un formato de Final Four que decide el campeón. El último equipo en lograrlo ha sido el Lietuvos Rytas en 2016. Ese año la competición fue sustituida por la Karaliaus Mindaugo taurė.

## Campeonatos
| Año         | Final Four        | Final Four      | Final Four      | Final Four      | Final Four                                            | Final Four                                            | Final Four                                            |
| Año         | Ciudad sede       | Campeón         | Resultado       | Finalista       | 3er puesto                                            | Resultado                                             | 4º puesto                                             |
| ----------- | ----------------- | --------------- | --------------- | --------------- | ----------------------------------------------------- | ----------------------------------------------------- | ----------------------------------------------------- |
| 2007        | Klaipėda          | Zalgiris Kaunas | 84 – 65         | Lietuvos Rytas  | KK Nevėžis Kėdainiai                                  | 80 – 78                                               | BC Šiauliai                                           |
| 2008        | Šiauliai          | Zalgiris Kaunas | 83 – 72         | Lietuvos Rytas  | BC Šiauliai                                           | 111 – 92                                              | Klaipėdos Neptūnas                                    |
| 2009        | Panevėžys         | Lietuvos Rytas  | 84 – 82         | Zalgiris Kaunas | BC Šiauliai                                           | 97 – 89                                               | BC Aisčiai-Atletas                                    |
| 2010        | Vilnius           | Lietuvos Rytas  | 77 – 65         | Zalgiris Kaunas | BC Šiauliai                                           | 79 – 76                                               | KK Nevėžis Kėdainiai                                  |
| 2011        | Alytus            | Zalgiris Kaunas | 81 – 69         | Lietuvos Rytas  | Prienų Rūdupis                                        | 98 – 74                                               | Klaipėdos Neptūnas                                    |
| 2012        | Kaunas            | Zalgiris Kaunas | 99 – 62         | Pieno žvaigždės | Kėdainiai Triobet                                     | 69 – 65                                               | Rudūpis                                               |
| 2013        | Pasvalys/ Prienai | Prienai         | 77 – 75 81 – 60 | Pieno žvaigždės | Nevėžis y Šiauliai (No hubo partido por el 3º puesto) | Nevėžis y Šiauliai (No hubo partido por el 3º puesto) | Nevėžis y Šiauliai (No hubo partido por el 3º puesto) |
| 2014        | Panevėžys         | Prienai         | 92 – 91         | Lietuvos rytas  | Žalgiris                                              | 91 – 67                                               | Neptūnas                                              |
| Final Eight |                   |                 |                 |                 |                                                       |                                                       |                                                       |
| 2015        | Kaunas            | Zalgiris Kaunas | 82–76           | Lietuvos rytas  | BC Šiauliai                                           | 77–62                                                 | Juventus                                              |
| 2016        | Kaunas            | Lietuvos rytas  | 67–57           | Zalgiris Kaunas | Klaipėdos Neptūnas                                    | 88–51                                                 | BC Prienai                                            |

## Palmarés
| Equipo          | Campeonatos | Años                         |
| --------------- | ----------- | ---------------------------- |
| Zalgiris Kaunas | 5           | 2007, 2008, 2011, 2012, 2015 |
| Lietuvos Rytas  | 3           | 2009, 2010, 2016             |
| Prienai         | 2           | 2013, 2014                   |